# 小松真一
小松 真一（こまつ しんいち、1911年9月13日 - 1973年1月10日）は、日本の実業家。『虜人日記』の著者として知られる。東京都中央区日本橋出身。
1932年、東京農業大学農学部農芸化学科卒業。大蔵省醸造試験場、農林省米穀利用研究所を経て、台湾でブタノール工場を創設。1944年軍属としてフィリピンでブタノール生産のため派遣される。日本の敗戦と共に捕虜となり、1946年まで虜囚生活を送る。復員後、食品加工のための企業を設立。醸造技術を活かして、飲料アルコール原料のための協同組合を設立。1973年脳溢血のため死去。
没後の1974年に遺族により私家版『虜人日記』が出され、翌1975年に筑摩書房で改訂刊行された（ちくま学芸文庫で再刊）。

## 略歴
- 1911年　東京日本橋、鞄問屋の長男に生まれる。
- 1932年　東京農業大学農芸化学科卒。醸造醗酵を専攻。
  - 大蔵省醸造試験場、農林省米穀利用研究所で6年間研修。
- 1949年　台湾に派遣され、ガソリンの代替燃料、ブタノールの量産化に成功。
- 1944年　軍属としてフィリピンに 招聘される。
  - 戦地では生死の狭間を生き抜き、敗戦と共に捕虜になる。1年半の収容中に、戦争体験を絵と文章により記録。10数冊に及ぶこのドキュメントを骨壺に隠して日本に持ち帰り、戦後は銀行の金庫に保管した。こうして貴重で希有な戦争第1次資料は現存することになった。
- 1946年　帰国した真一は食品関連の事業に関る。
  - やがて醸造発酵の知識と人脈を生かし、飲料アルコール原料の協同組合を経営。3男1女の父となる。
- 1973年　脳溢血により逝去。行年61歳。

没後
- 1974年　遺族により、このドキュメントは『虜人日記』として編集され、私家版刊行され、初めて公になる。
- 1975年　筑摩書房で『虜人日記』刊行、同年に毎日出版文化賞を受賞。
- 2004年　ちくま学芸文庫で再刊重版されている。
- 2012年　Web『虜人日記 博物館』開設

## 『虜人日記』の意義
戦地の渦中にあって、見たまま聞いたまま、体験したままを、ほぼ、その場で、その時に記録された第一次資料。太平洋戦争のドキュメントとして、極めて希有な存在で、（ほとんどの資料は軍部により終戦直後に焼却され存在しないばかりか、現存する多くは、戦後に再編された第2-3次資料）
現場資料としての『虜人日記』の価値は、起きた事が何なのかを、そのまま見せてくれることにある。そこにどんな真実を見るかは各人に委ねられる。
事実がスケッチと文章で淡々と描写されているため想像力をより発揮させ、深刻極まりない状況も、ユーモアを感じながら見ることが出来る。

### 著者の人となり
裕福な日本橋の商家で生まれ育った明治の男で、風流・文人にして科学者の目を持ち、webでの『愛犬ぜま一代記』『戦地から妻への手紙』でも人柄が判る。

## 特記
- 山本七平（「日本人とユダヤ人」で著名）『日本はなぜ敗れるのか―敗因21ヵ条』（角川oneテーマ21で没後刊行）は、小松が「虜人日記」で結語した「敗因21ヵ条」を、山本が私的に解釈する形の著作。
「日本はなぜ敗れるのか」は、奥田碩（元・経団連会長でトヨタ自動車会長）が、トヨタ幹部に「是非読むように」と薦めた本としても知られる[1]。